# Rückkehr in die verlorene Welt
Rückkehr in die verlorene Welt ist ein kanadisch-US-amerikanischer Abenteuerfilm. Er ist der Nachfolger von Die verlorene Welt und spielt im Jahr 1914, also zwei Jahre später.

## Handlung
Der reiche Belgier Bertram Hammonds hat den Weg aufs Plateau gefunden und beginnt mit Ölbohrungen. Dies kann Häuptling Palala nicht zulassen und stellt sich entschlossen dem Mann in den Weg. Als bei den Bohrungen gezielt ein Ankylosaurus ums Leben kommt, bescheinigt der Häuptling, dass nun ein Fluch auf allen liege. Hammonds beauftragt Gomez, der die Schusswunde Challengers überlebte, Palala aus dem Weg zu schaffen. Kurzerhand wird der Häuptling vom Plateau gestoßen. Schwer verletzt wird er von Malu gefunden und sofort in ein Missionarslager gebracht, wo er versorgt wird. Sofort werden Challenger, Summerlee und Co. über die Ereignisse informiert. 
Währenddessen greift ein Tyrannosaurus die Bohrstation an und diese explodiert. Die Explosion wiederum provoziert einen Vulkanausbruch. Als Challenger und Co. mit dem wiedergenesenen Häuptling Palala auf dem Plateau ankommen, stellt sich heraus, dass sie als Gottheit verehrt werden. Es wird von ihnen erwartet, dass sie den Vulkanausbruch stoppen. In Folge eines Erdbebens verschließt sich der Eingang. Jimmy gelingt es in der Zwischenzeit, ein verwundetes Ankylosaurus-Baby zu retten. Das Tier verlor seine Mutter durch Hammonds Männer. Hammond und Gomez gelangen inzwischen ins Lager der Einheimischen und wollen diese erpressen. Nun allerdings erschießt Challenger Gomez und Hammonds ergibt sich.
Challenger präsentiert seine Weiterentwicklung des Dynamits, was zehnmal stärker ist. Er möchte eine Explosion erzeugen, die den Vulkan quasi untergräbt. Währenddessen greifen Hammonds Männer das Dorf an, da sie sonst nicht wissen, wie sie das Plateau verlassen können. Im Schlachtverlauf versichert Hammonds, dass er Challengers Team unterstützen möchte und wird von Malu befreit. Gemeinsam mit Jimmy möchte er das in einer Höhle aufgebaute Dynamit zünden. Durch ein Erdbeben öffnet sich der Ausgang und Hammonds möchte alleine fliehen und Jimmy entführen. Dieser zündet allerdings die Explosion und der Vulkan erlischt. Daraufhin ist das Plateau gerettet.

## Charaktere
Professor George Challenger und Professor Leo Summerlee sind Rivalen und sehr unterschiedlich in ihren Forschungsmethoden. Challenger ist jemand, der an Expeditionen teilnimmt und Forschung vor Ort betreibt. Summerlee ist eher ein Lecturer und beschreibt Funde. Trotz Differenzen und einer Fehde in England schätzen sie sich auf dem Plateau sehr und arbeiten eng zusammen. Edward Malone ist ein gelangweilter Journalist, der von etwas spannenden berichten möchte. Er ist schon länger mit Jimmy befreundet und setzt sich auch für diesen ein, das dieser trotz seines Status als blinder Passagier die Gruppe begleiten darf. Jenny Nielson stammt aus einem reichen Haus aus den USA. Sie ist Hobbyfotografin und finanziert die Expedition. Sie ersetzt den Jäger Lord John Roxton aus dem Buch.

## Prähistorische Tiere
- Anatosaurus
- Pterodactylus
- Tyrannosaurus
- Ankylosaurus

## Darstellung der Urzeittiere
Die Tiere im Film entsprechen dem ungefähren Stand der Forschung aus den 1980er Jahren. So werden die Saurier leicht dümmlich dargestellt. Der Tyrannosaurus und die Anatosaurier haben eine sehr aufrechte Haltung und alle Dinosaurier ziehen ihren Schwanz auf dem Boden hinterher. Des Weiteren wird behauptet, dass die Flugsaurier die Urahnen der Vögel seien. Heute geht man davon aus, dass Vögel sich aus Dinosauriern entwickelten. Sowohl der Pterodactylus als auch der Ankylosaurus betreiben im Film Brutpflege.